# Abraham Dee Bartlett
Abraham Dee Bartlett (1812 - 1897) foi um zoólogo britânico. 
Bartlett tinha uma loja da história natural perto do Museu Britânico onde vendia seu animais taxidermizados. 
Foi zelador do Parque Zoológico de Londres desde 1859 até 1897. Publicou numerosos artigos sobre as observações que realizou no zoológico. Estes se publicaram depois da sua morte em dois livros, Wild Animals in Captivity (1898) e Life among Wild Beasts in the Zoo (1900).
Foi o pai do zoólogo Edward Bartlett. 
Descreveu Apteryx mantelli, em 1852.